# Haiderabade (distrito de Sinde)
O distrito de Haiderabade (em sindi:  ضلعو حيدرآباد em urdu:  ضلع حیدرآباد‎) é um distrito da província paquistanesa de Sinde, Sua capital é a cidade de Haiderabade. O distrito é o segundo mais urbanizado de Sinde, depois de Carachi, com 80% da sua população residindo em áreas urbanas.